# Helga Hoving
Helga Theodora Petra Hoving, född Adamsen den 24 februari 1862 i Christianshavn, död den 22 september 1947 i Oscars församling, Stockholm, var en svensk skådespelare av dansk börd, aktiv vid Kungliga teatrarna 1881–1883 och 1885–1898. Hon var 1884–1887 gift med operasångaren Axel Rundberg och från 1894 med läkaren Johannes Hoving.

## Biografi
Helga Adamsen föddes 1862 i Christianshavn i Danmark som dotter till Niels Peter Adamsen och Thora Emilia Kaltenbrun. Fadern var skådespelare i Danmark, men kom sedan till Stockholm, där han en tid hade anställning vid en tobaksfabrik. Vid sexton års ålder kom Helga Adamsen till Kungliga Teatrarnas elevskola, där hon från den 1 juli 1879 blev ordinarie elev. Hon hade det emellertid ganska svårt innan hon lyckades arbeta bort sin danska accent. Sitt första engagemang som skådespelare vid Kungliga Teatrarna fick hon från början av år 1881, och hon stannade där i två och ett halvt spelår, men kom inte helt in i repertoaren. Bland hennes uppgifter under dessa år kan dock nämnas Cherubin i Beaumarchais Barberaren i Sevilla, Anna i Värmlänningarna och Papagena i Trollflöjten, de båda sistnämnda på operascenen; hon hade nämligen en god sångröst.
Hösten 1883 gick hon till Södra Teatern, som då hade övertagits av Axel Bosin och Richard Wagner, som under somrarna även hyrde Djurgårdsteatern, och här hade hon i en för henne särskilt skriven roll, den danska chansonetts-sångerskan Adamine Sörensen i Frans Hedbergs lustspel Gräsänklingar glädje av sin danska. Stycket gavs sommaren 1883 över trettio gånger. Som Hanna i samma författares Rospiggarne, som gavs på Djurgårdsteatern sommaren 1884, visade hon den allvarliga sidan av sin begåvning, och som Adrienne de Boistulbe i Henri Meilhacs treaktskomedi Min kamrat den allra gladaste.
Sommaren 1885 återvände hon till Kungliga teatrarna, och hennes första roll på den dramatiska scenen blev Richelieu i Richelieus första vapenbragd, som gavs hösten 1885. Hon stannade sedan kvar i tretton år, och blev allt mer populär "genom sin bländande apparition, sitt täcka och behagliga spel." Bland hennes roller under denna tid kan nämnas Antoinette i Klädeshandlaren och hans måg, Elmire i Tartuffe, Prinsessan i Det var en gång, Viola i Trettondagsafton, Nerissa i Köpmannen i Venedig, Toinette i Den inbillningssjuke, Donna Julia i Galeotto, Marianne i Mariannes nycker, Abigael i Ambrosius, Emily i Kära släkten, Fru Scott i Abbé Constantin, Jeanne Raymond i Sällskap där man har tråkigt, Drottning Marie Caroline i Madame Sans-Gêne och Mandanika i Vasantasena. En stor framgång vann hon vid ett gästspel på Södra Teatern från 18 februari till 15 mars 1891, då hon uppträdde som skådespelerskan Riquette i Meilhacs komedi Min kusin. Samma roll utförde hon som gäst hos August Lindberg på Mindre Teatern i Göteborg under första hälften av augusti samma år.
Vid sin avgång från scenen hade Adamsen sin avskedsrecett på Kungliga Dramatiska Teatern den 5 juni 1898. På programmet stod Den inbillningssjuke, sagor av H.C. Andersen, lästa på danska av henne själv, samt den fjärde akten av Vasantasena, där Emil Hillberg, som då var anställd vid Vasateatern, medverkade i Samsthanakas roll.

## Familjeliv
Under sin anställning vid Södra Teatern ingick Adamsen den 27 mars 1884 äktenskap med operasångaren Axel Rundberg, men äktenskapet upplöstes efter några år. Hon gifte sig på nytt den 17 juni 1894 med överläkaren vid Mariehamns havskuranstalt Johannes Hoving, och tillsammans med honom flyttade hon efter sitt avskedstagande till Helsingfors, där han var praktiserande läkare. Hösten 1905 reste de till Amerika, där han etablerade sig i New York som läkare. Makarna Hoving är begravda på Norra begravningsplatsen utanför Stockholm.

## Teater

### Roller
| År   | Roll                   | Produktion                                                                                | Regi           | Teater                      |
| ---- | ---------------------- | ----------------------------------------------------------------------------------------- | -------------- | --------------------------- |
| 1885 | Abigael                | Ambrosius Chr. K.F. Molbech                                                               | Victor Hartman | Kungliga Dramatiska Teatern |
| 1888 | Fru Kastanie den yngre | Magister Bläckstadius eller Giftermålsannonsen August Blanche                             |                | Kungliga Dramatiska Teatern |
| 1889 | Julia                  | Galeotto José Echegaray                                                                   |                | Dramatiska Teatern          |
| 1889 | Anna                   | Kärlekens komedi (Kjærlighedens Komedie) Henrik Ibsen                                     |                | Dramatiska Teatern          |
| 1889 |                        | Exemplets makt Henri Meilhac och Ludovic Halévy                                           |                | Dramatiska Teatern          |
| 1892 | Ilka Etvös             | Krig i fred (Krieg im Frieden) Gustav von Moser och Franz von Schönthan                   |                | Dramatiska Teatern          |
| 1892 | Emily                  | Kära släkten (Den kjære Familie) Gustav Esmann                                            |                | Dramatiska Teatern          |
| 1893 | Frun                   | En middagsbjudning Christopher Boeck                                                      |                | Vasateatern                 |
| 1893 | Andra kusinen          | Råttfällan                                                                                |                | Vasateatern                 |
| 1894 | Sebastian Viola        | Trettondagsafton eller Hvad ni vill (Twelfth Night, or What You Will) William Shakespeare |                | Dramatiska Teatern          |